# Henri-Paul Rey
Pour les articles homonymes, voir Rey.
Henri-Paul Rey (ou Henri Rey), né à Pesmes (Haute-Saône) le 29 juin 1904, mort le 25 décembre 1981 à Malakoff, est un sculpteur français.

## Biographie
Henri-Paul Rey étudie à l'École des beaux-arts de Besançon entre  1925 et 1927, sous la direction de Georges Laëthier et Léon Tirode, puis sous celle d'Henri Bouchard, Jean-Antoine Injalbert, et Roger de Villiers à l'École des beaux-arts de Paris entre 1927 et 1933.
En 1935 à Besançon, il épouse la peintre Suzanne de Jaegher, qui signe ses tableaux Suzanne Rey de Jaegher.
Il expose un bas-relief en bois au Pavillon de Franche-Comté à l'Exposition spécialisée en 1937, et une sculpture intitulée Arbre de la paix à la Foire internationale de New York de 1939-1940. Rey expose régulièrement au Salon des artistes français où il obtient des médailles d'or (1937), d'argent (1933) et de bronze (1932). Il est membre du jury du Salon des Arts Décoratifs.

## Style
Henri-Paul Rey travaille la pierre et le bois. Il est également céramiste.
Rey est assimilé à un cubiste de deuxième génération. Néanmoins, son œuvre monumentale est plutôt Art déco. Il crée des œuvres basées sur la musique et la danse. Comme beaucoup de cubistes de la génération précédente, il se montre influencé par l'art primitif africain.

## Œuvres
Les œuvres d'Henri-Paul Rey sont conservées dans des musées en France à Paris, Dijon, Besançon, Pontailler sur Saône, et Arles, ainsi qu'aux États-Unis, au Canada et en Pologne, et dans d'autres institutions internationales.
Mais il travaille surtout dans sa région d'origine :

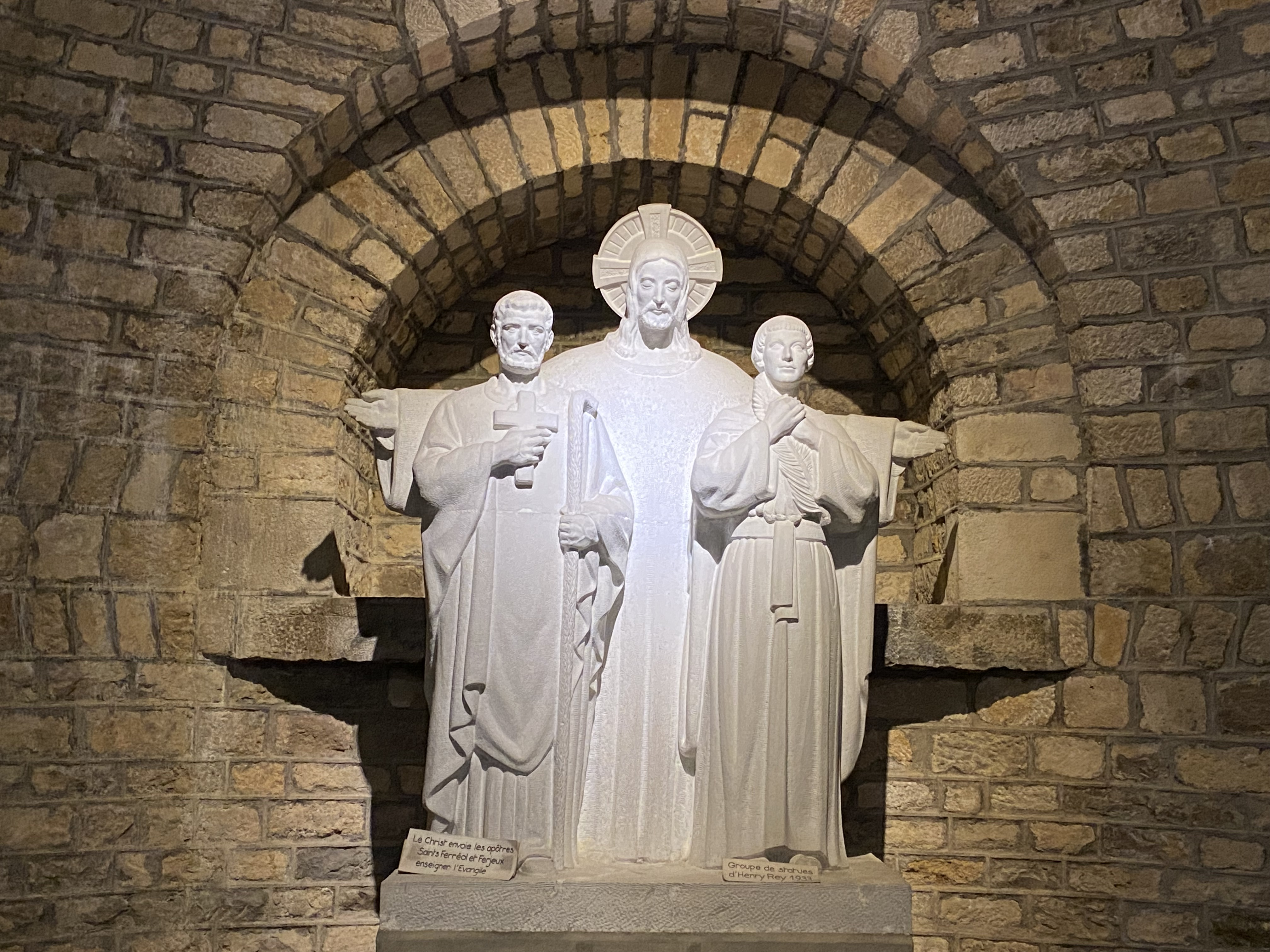
Henri Paul Rey. Le Christ envoyant en mission Ferréol et Ferjeux (1933).

- Le Christ envoyant en mission Ferréol et Ferjeux (1933), dans la crypte de la Basilique Saint-Ferjeux de Besançon.

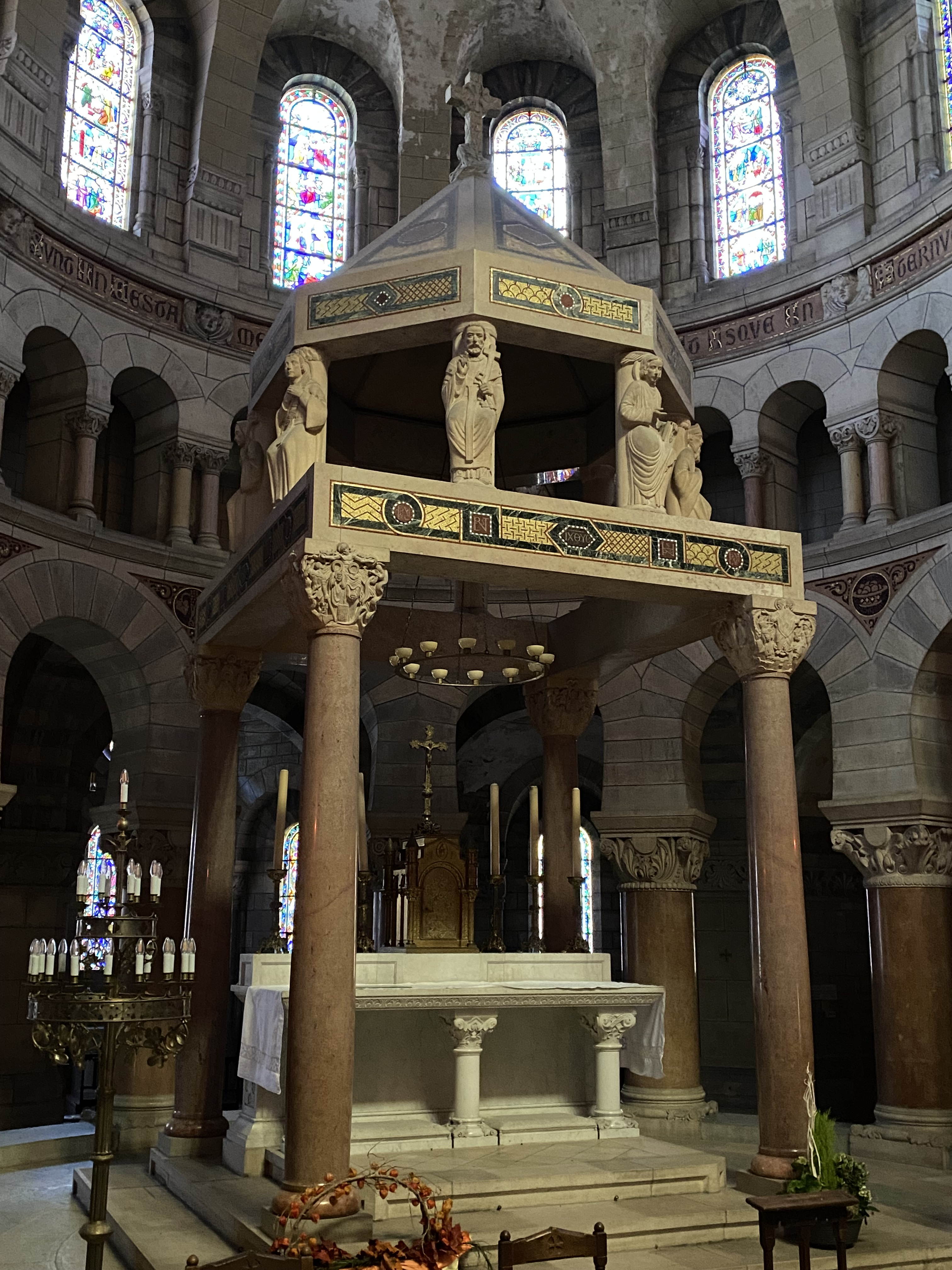
Henri Paul Rey. Statues assises surmontant le Ciborium, au-dessus du maître-autel de la Basilique Saint-Ferjeux de Besançon.

- Les statues assises du Ciborium, dans le chœur de la Basilique Saint-Ferjeux de Besançon, qui représentent Saint Pierre, Saint Polycarpe, Saint Irénée, Saint Etienne, Saint Colomban, Sainte Colette et Sainte Jeanne-Antide.

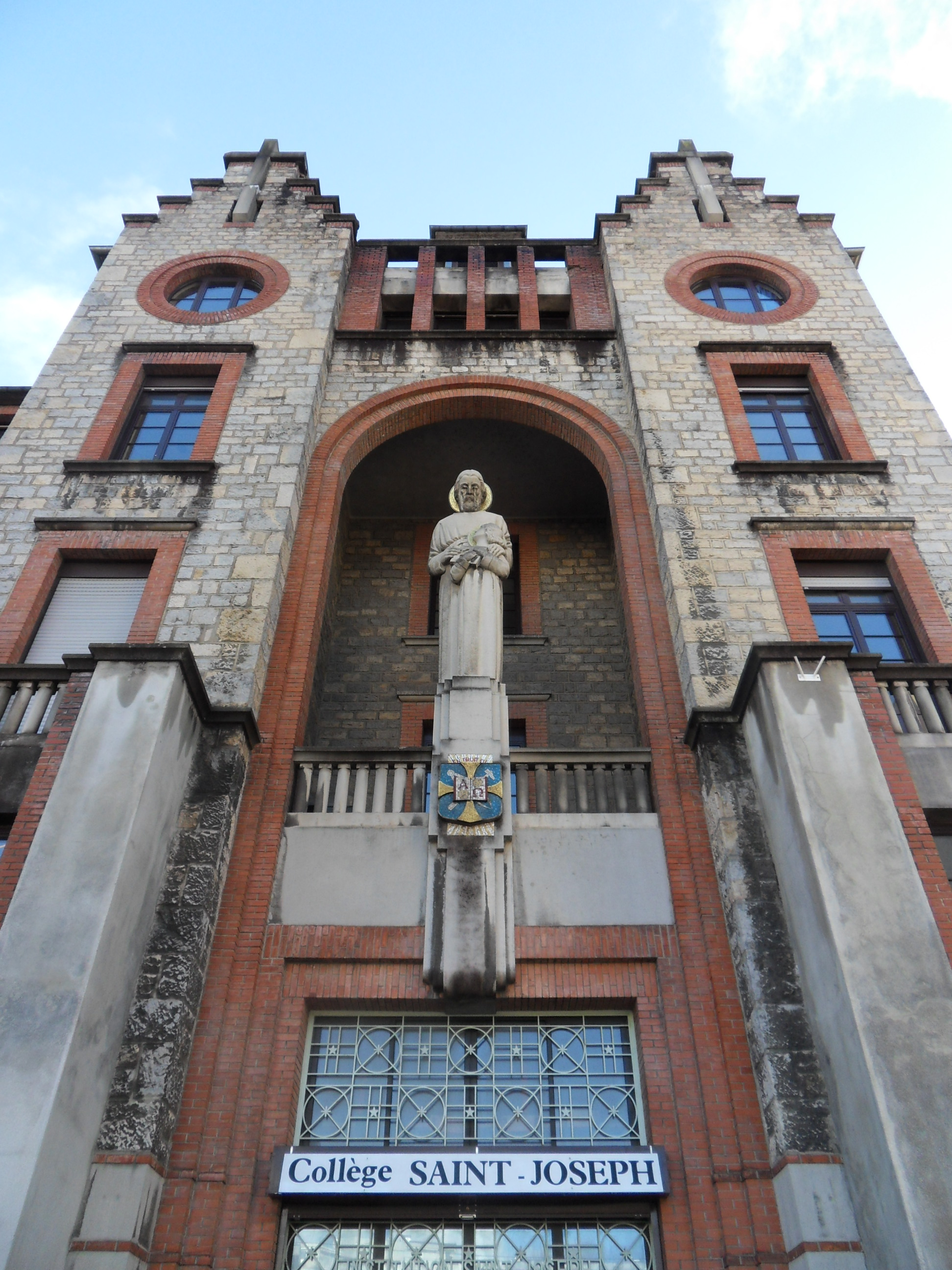
Henri Paul Rey, Statue monumentale de Saint Joseph (1939), surplombant l'entrée principale du Collège Saint-Joseph de Besançon.

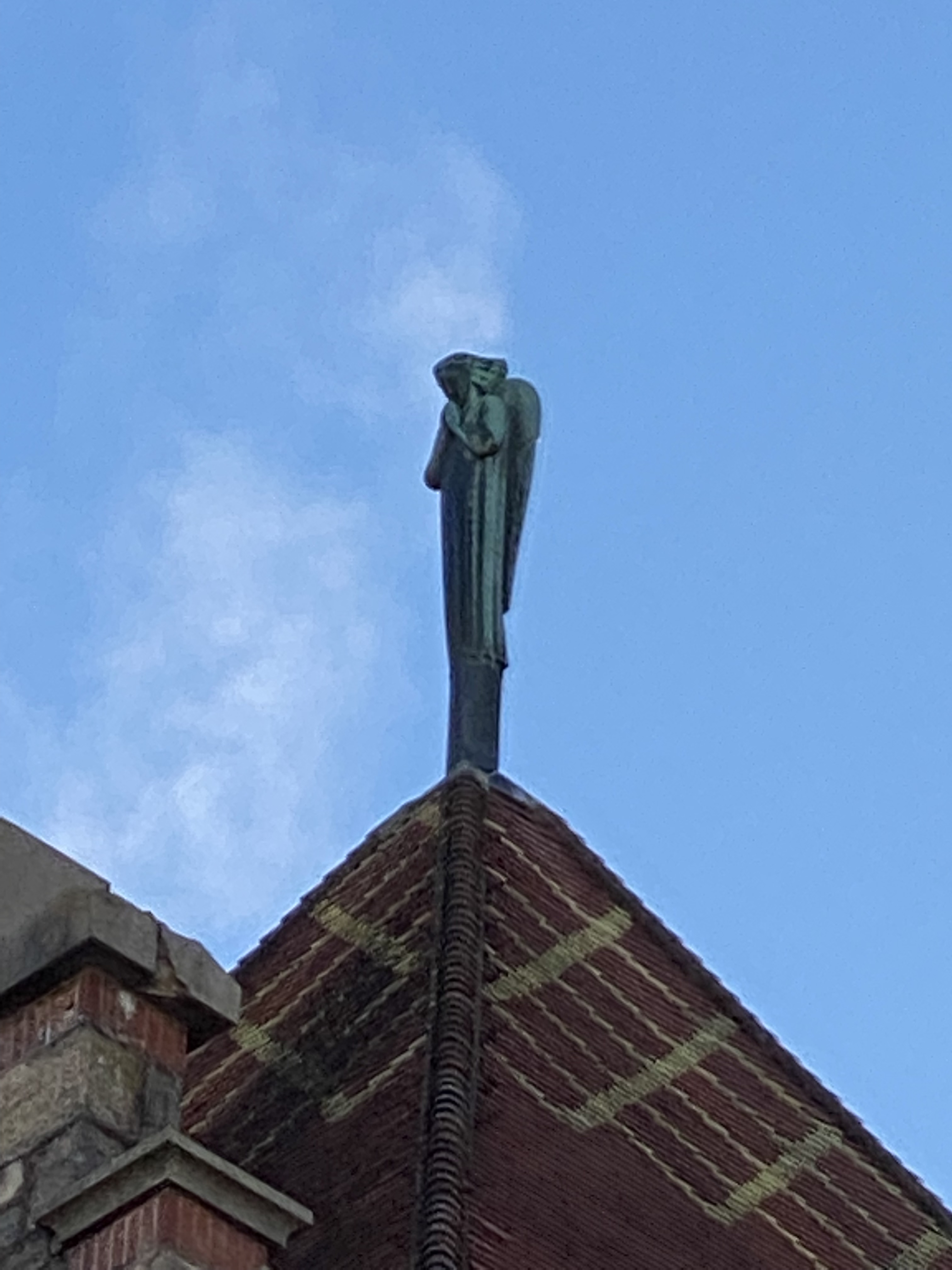
Henri Paul Rey, Ange surplombant le toit du bâtiment principal de l'Institution Saint-Joseph de Besançon.

-  La statue monumentale de Saint Joseph (vers 1939), sur la façade du Collège Saint-Joseph de Besançon, et l'Ange qui en surplombe le toit.

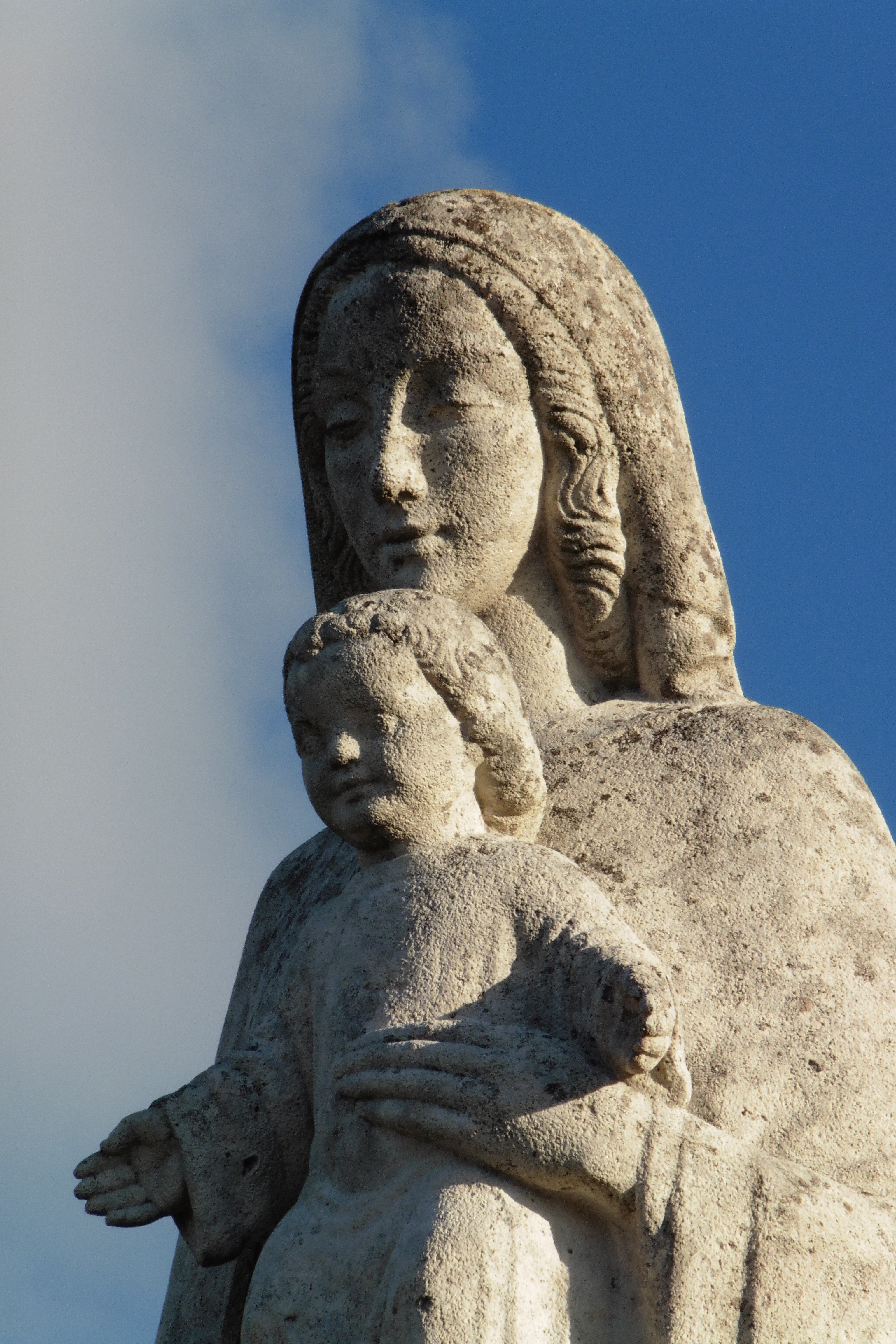
Henri Paul Rey, Statue monumentale de Notre-Dame de la Libération, à Besançon.

- la statue monumentale de Notre-Dame de la Libération (1949) à La Chapelle-des-Buis, (5 mètres de haut) qui domine la ville de Besançon.
- Saint Ferréol et Saint Ferjeux, au Grand Séminaire de Besançon.

- L’église Saint-Hilaire de Pesmes abrite une statue de Saint Hilaire et une autre de Sainte Thérèse Lisieux. 

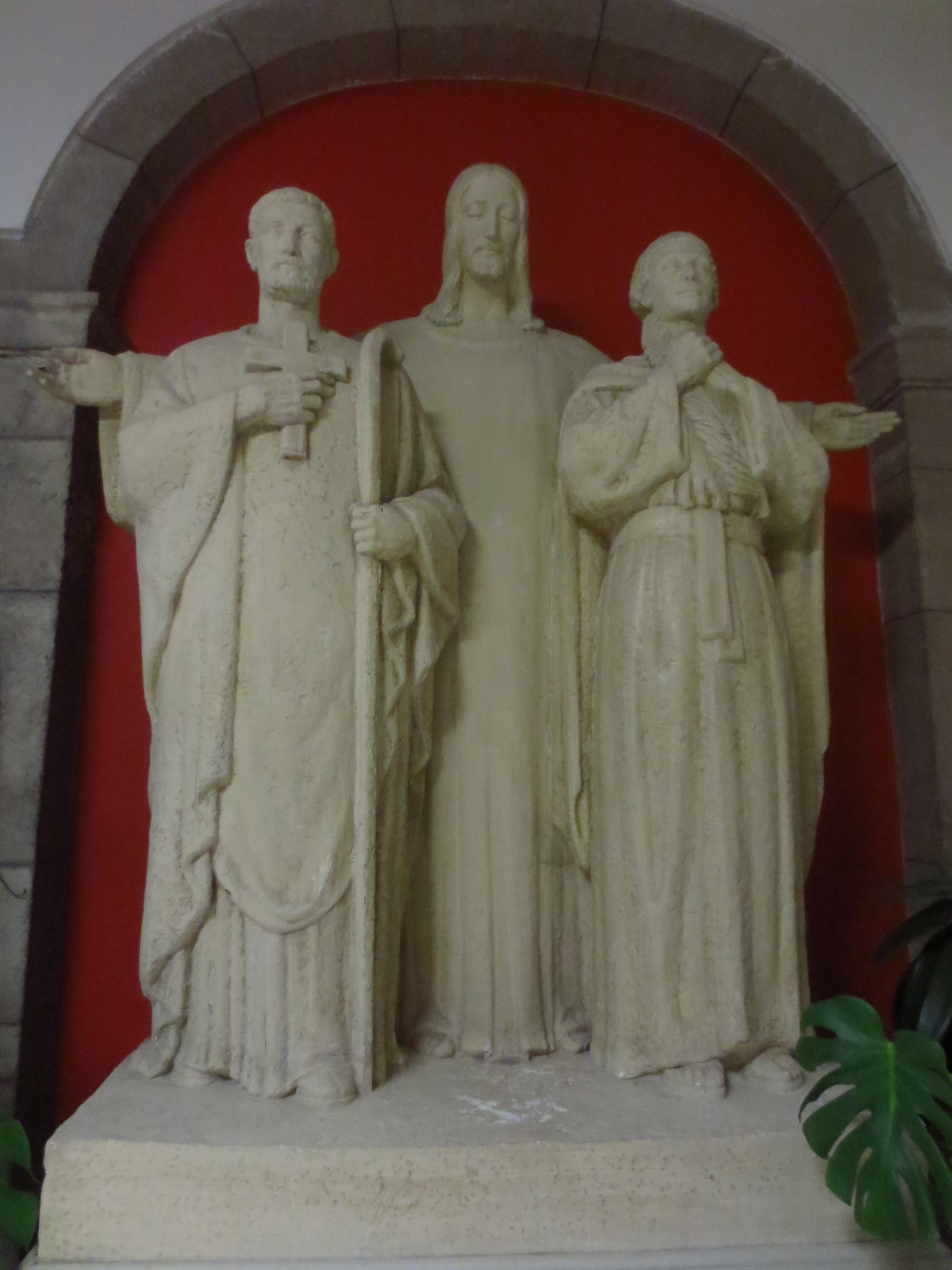
Henri Paul Rey. Saint Ferréol et Saint Ferjeux (Besançon, Grand Séminaire).

Rey crée des bustes et des médaillons d'écrivains, de peintres, d'hommes politiques et de personnalités scientifiques, dont Louis Lumière, Édouard Belin, Louis Guignard, le président Jules Grévy, Auguste Pointelin, et le cardinal Binet. Il est lauréat du prix international de la sculpture et est membre correspondant de l'Académie des Lettres, des Sciences et Arts de Besançon en 1971 (dont il reçoit une médaille d'or).

## Galerie

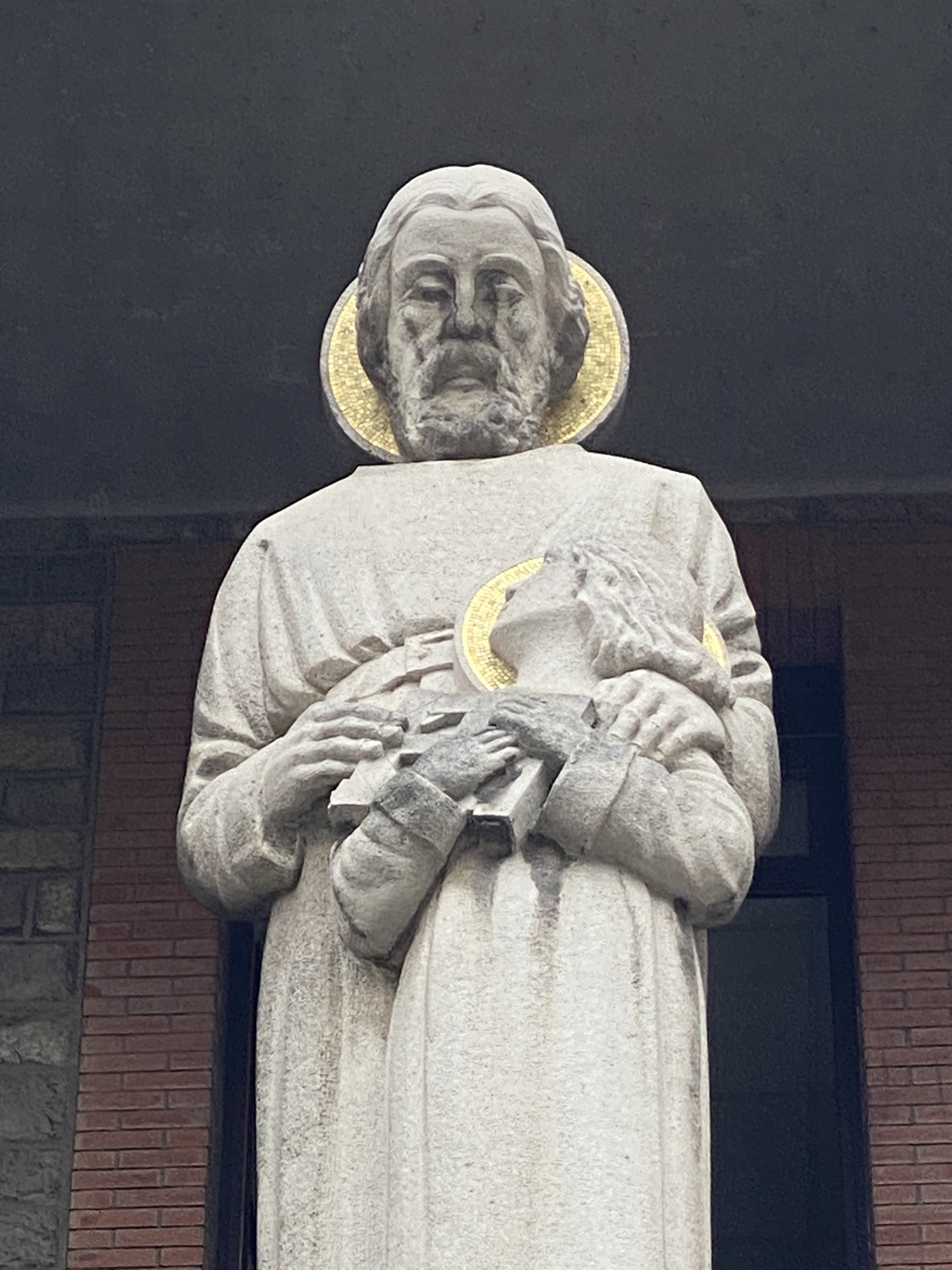
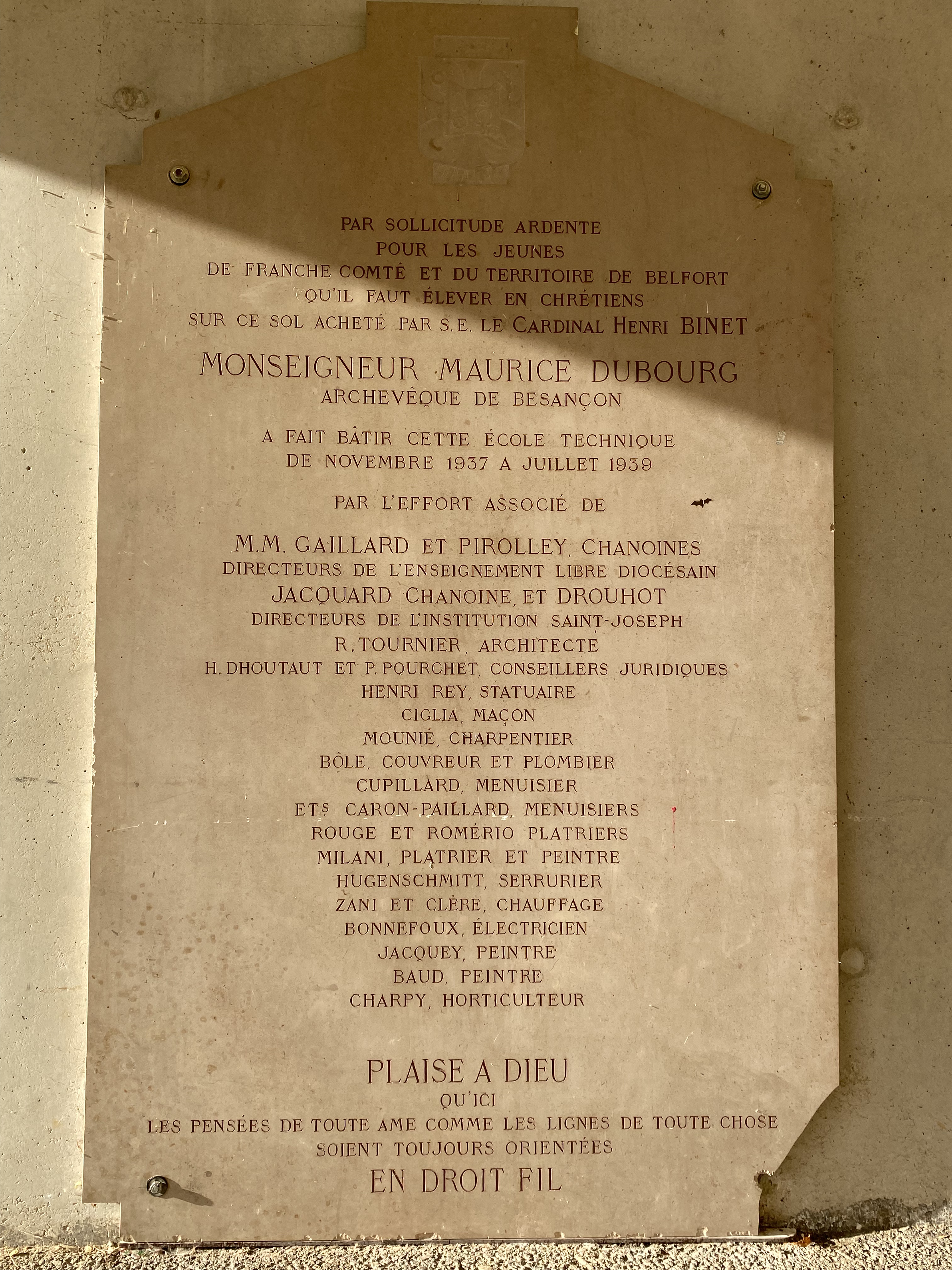